# Ames (Hiszpania)
Ames, miejscowość w Hiszpanii w prowincji A Coruña we wspólnocie autonomicznej Galicia.